# Luke Sommer
Luke Edward Sommer (* 22. Juni 1985 in Oregon City, Oregon) ist ein US-amerikanischer Baseballspieler, der bei den Heidenheim Heideköpfen als Pitcher spielt.

## Karriere
2007 startete Sommer in der US-Minor-League bei den Chicago Cubs, die ihn vom Leftfielder zum Pitcher ausbildeten. 2009 spielte er bei den Daytona Cubs. 2012 unterzeichnete Sommer bei Corendon Kinheim in den Niederlanden. 2013 kam er zu den Heidenheim Heideköpfen, mit denen er die Deutschen Meisterschaften 2015, 2017, 2019, 2020, 2021 sowie 2019 den Sieg beim CEB Cup erringen konnte.